# 李小姐知情
《李小姐知情》（韓語：미쓰리는 알고 있다），為韓國MBC於2020年7月8日起播出的水木連續劇，由《壞刑警》、《黃金庭院》的李棟賢導演與徐英熙作家合作打造。此劇講述在一座重建中的公寓裏發生了疑問死亡事件，眾人追蹤肇事嫌疑人的神祕故事。
台灣由LINE TV、KKTV、friDay影音自7月9日起播出。

## 演員陣容

### 主要人物
| 演員   | 角色              | 介紹 |
| 姜成妍 | 李宮福 （李小姐） | 為了重建「宮公寓」而奔走的房地產中介，9棟1004號住戶。10年前，隨著師母去世，她以低價購買了該個樓盤。5年前，因老闆去中國做生意，同時接手了房產和代替生病的師母照顧兒子太和。在首爾生活17年後，終於在首爾核心區的土地上擁有一棟房子。但是她的最大麻煩就是太和，因為他到處闖禍，光是爲了平息事情而投入的協議金就達一億韓元之多。 |
| 趙漢善 | 仁浩哲            | 全國檢舉率第一名的資深刑警，血氣旺盛，像二十多歲的年輕人般。面對世間壞蛋的無盡惡行，他在不知不覺中成為專門抓黑社會的警察，是維護江南區治安的王牌。 |

### 宮公寓
| 演員   | 角色       | 介紹 |
| 朴申雅 | 楊秀珍     | 9棟604號住戶，犧牲者。在兩年前她還夢想成爲鋼琴家，但當媽媽被撞後全身癱瘓生活瞬間崩潰，爸爸扔下負債的公寓後離開了，而母親則像靜物一樣停止了一切。當時經李小姐介紹，在附近私立高中擔任音樂教師後，開始尋找人生的活力。 |
| 金度完 | 徐太和     | 9棟1003號住戶，地產總經理的兒子。雖然喜歡如同繼母般的宮福，但從懂事的時候開始，對她的嘮叨感到厭煩。從那時起，他開始用全身力量與宮福作對。 |
| 李基赫 | 李明元     | 9棟704號住戶，檢察官出身，正虎視眈眈地盯着宮公寓的重建工程。他兒時被棄於孤兒院，就讀大學期間成為國內知名建築公司的女婿。他總是為了證明自己是有價值而奔波於追求成功之中，因此而感到疲憊、孤獨的，這樣的他在36歲人生第一次遇到的戀愛對象秀珍。                                                                                             |
| 文昌吉 | 奉萬來     | 9棟104號住戶，宮公寓重建小組的組長。18年前，他從建設公司社長的職位上退休，因此得到了居民們的信賴，成為了重建推進委員會委員長，現在還擔任了工會主席。但是，由於工程進展緩慢，開始面對工會成員們怨恨和懷疑。雖然曾擁有幾十億資產，但是因為兒子接連的事業失敗和女婿的政治資金，家境一落千丈，為了保住剩下的一套房子，也斷絕了與子女的聯繫。 |
| 全秀卿 | 婦女會主席 | 性情粗野，兇狠強悍的單純無知女人。雖然她想在重建小組組長的位置上超越宮福，並帶挈丈夫成為管理所長，但宮福實際上對小組組長一職並不感興趣。 |
| 禹智元 | 管理所長   | 多虧了帥氣的外貌，一輩子都在妻子的呵護下生活的男子。在擔任10年以上的管理所長期間，雖然飽受民怨折磨，但只有他一個人能遊刃有餘。 |
| 金藝元 | 婦女會總務 | 裝作是宮公寓所有者的住戶，雖然和婦女會長一起參加重建示威，但其實就是希望兒子在高中畢業前不批准重建。她不想離開學區和交通方便的宮公寓。 |
| 金奎善 | 韓宥拉     | 明元的妻子，瞄準重建施工的兵運建設代表的女兒。 |
| 朴慧珍 | 南基順     | 奉老人的妻子，重症老人癡呆患者，有時晚上偷偷出去給野貓餵飯。她還偷偷躲起來給貓餵飯，結果遇到了秀珍。 |
| 申元在 | 金善圭     | 管理所長和婦女會長的兒子，沒規矩的黃毛小子，因為長得帥和人氣高，無緣無故地成了太和的眼中釘。 |

### 秀珍周邊人物
| 演員   | 角色   | 介紹                                                                                         |
| 金錦順 | 尹明華 | 秀珍的媽媽，和宮福關係親密，分享著堅忍不拔的友愛共同度過歲月，但目前由於意外事故行動不便。   |
| 裴允京 | 李賢智 | Dress Room代表，秀珍的中學同學，對她有著嫉妒和羨慕的複雜心情，但是看到秀珍崩潰感到非常惋惜。 |

### 江南警察局
| 演員   | 角色   | 介紹 |
| 楊基元 | 具大成 | 浩哲的搭檔，看着浩哲作為刑警一路高歌猛進，自己卻默默無聞。浩哲以為他不知情，實際上他知道浩哲兩年前的祕密。 |
| 金大建 | 金敏碩 | 浩哲小隊的老幺，培養了刑警的夢想，並學習了重案組的工作。                                                   |

### 其他人物
| 演員   | 角色   | 介紹                                                                       |
| 金江珉 | 裴鎮宇 | 宮公寓快遞員，從小擅長偷小摸小，幾次差點被關進牢房，最終都被李小姐攔下來。 |
| 金娜允 | 卞基南 | 電視臺記者，曾經是宮公寓的居民。                                           |

## 收視率
| 集數       | 集數       | 播出日期   | AGB收視率        |
| 集數       | 集數       | 播出日期   | 大韓民國（全國） |
| ---------- | ---------- | ---------- | ---------------- |
| 1          | 1部        | 2020/07/08 | 3.2%             |
| 1          | 2部        | 2020/07/08 | 4.2%             |
| 2          | 1部        | 2020/07/09 | 2.9%             |
| 2          | 2部        | 2020/07/09 | 3.2%             |
| 3          | 1部        | 2020/07/15 | 2.3%             |
| 3          | 2部        | 2020/07/15 | 2.4%             |
| 4          | 1部        | 2020/07/16 | 2.3%             |
| 4          | 2部        | 2020/07/16 | 2.5%             |
| 平均收視率 | 平均收視率 | 平均收視率 | 2.88%            |

- 收視最低的集數以藍色表示，收視最高的集數以紅色表示，而空格則表示該集的收視沒有相關數據。

## 同時段作品

### 同時段競爭作品
- JTBC 水木迷你連續劇：《我們，愛過嗎》

### 同一劇集時段作品
- KBS2 水木連續劇：《出師表》

## 提名及獲獎列表
| 年度   | 頒獎典禮    | 獎項                              | 入圍者 | 結果 |
| 2020年 | MBC演技大獎 | 月火及短篇劇部門 男子最優秀演技獎 | 趙漢善 | 提名 |
| 2020年 | MBC演技大獎 | 月火及短篇劇部門 女子最優秀演技獎 | 姜成妍 | 提名 |
| 2020年 | MBC演技大獎 | 月火及短篇劇部門 女子優秀演技獎   | 金奎善 | 提名 |
| 2020年 | MBC演技大獎 | 男子新人獎                        | 金度完 | 提名 |
| 2020年 | MBC演技大獎 | 女子新人獎                        | 朴申雅 | 提名 |

## 記事
- 原定7月1日首播，因6月25日直播韓戰70週年紀念儀式，前作《上司實習生》結局延遲一星期播放，令此劇順延一周至7月8日首播。

## 外部連結
- 韓國MBC官方網站
- 韓國MBC官方網站（中文）
- Daum上《李小姐知情》的資料
- NAVER上《李小姐知情》的資料

| MBC 水木劇                                 | MBC 水木劇                                 | MBC 水木劇 |
| ------------------------------------------ | ------------------------------------------ | ---------- |
|                                            | 李小姐知情 （2020年7月8日－2020年7月16日） |            |
| 上司實習生 （2020年5月20日－2020年7月1日） | 十匙一飯 （2020年7月22日－2020年8月13日）  |            |

| 新加坡、 马来西亚、 Oh!K 星期四、五 19:40 - 21:00 | 新加坡、 马来西亚、 Oh!K 星期四、五 19:40 - 21:00 | 新加坡、 马来西亚、 Oh!K 星期四、五 19:40 - 21:00 |
| ------------------------------------------------- | ------------------------------------------------- | ------------------------------------------------- |
|                                                   | 李小姐都知道 （2020年7月9日－2020年7月17日）      |                                                   |
| 实习老生 （2020年5月21日－2020年7月2日）          | 十匙一飯 （2020年7月23日－2020年8月14日）         |                                                   |

| 臺灣 華藝影劇台 星期一至五 21:00 - 22:00     | 臺灣 華藝影劇台 星期一至五 21:00 - 22:00           | 臺灣 華藝影劇台 星期一至五 21:00 - 22:00 |
| -------------------------------------------- | -------------------------------------------------- | ---------------------------------------- |
|                                              | 她都知道 （2022年9月28日－2022年10月4日）          |                                          |
| 老頑固實習生 （2022年9月6日－2022年9月27日） | 十匙一犯（重播） （2022年10月5日－2022年10月18日） |                                          |